# 化学性前列腺炎
化学性前列腺炎属慢性非细菌性前列腺炎范畴。
病因是前列腺内尿液逆流，病程久的前列腺内尿液逆流引起的化学性前列腺炎常伴发前列腺结石。前列腺有α1-肾上腺能受体，前列腺体也包含了平滑肌组织；受凉引起前列腺尿道痉挛，此时机排尿出现前列腺内尿液逆流。
尿流率图特征：描记出的尿流曲线呈齿型波；最大尿流率正常，平均尿流率时间相对延长；是前列腺尿道痉挛引起前列腺尿道内压力（尿道阻力成分）间歇性升高在尿流率图检查中表现。